# Paula Mourão
Ana Paula Leandro de Oliveira Mourão (Rio de Janeiro, 2 de maio de 1976) é uma advogada e militar brasileira, filiada ao partido Republicanos. Ela foi a segunda-dama do país de 1º de janeiro de 2019 a 1º de janeiro de 2023, sendo casada com o general Hamilton Mourão, que ocupou o cargo de 25.º vice-presidente do Brasil. Durante seu tempo como segunda-dama, Paula Mourão desempenhou diversas atividades voltadas a causas sociais e educacionais, além de representar o Brasil em eventos internacionais.

## Biografia

### Vida pessoal
Ana Paula Leandro de Oliveira nasceu no Rio de Janeiro, sendo filha do advogado Ivan Couto de Oliveira e da administradora de empresas Alice Leandro Couto de Oliveira. Cresceu em um ambiente que a influenciou a seguir caminhos nas áreas jurídicas e administrativas. Antes de se casar com o general Hamilton Mourão, Paula teve um relacionamento anterior, do qual resultaram dois filhos. Sua trajetória profissional e pessoal reflete uma vivência equilibrada entre a carreira militar e a vida familiar, com ênfase em seus estudos e formações, como a graduação em Direito.

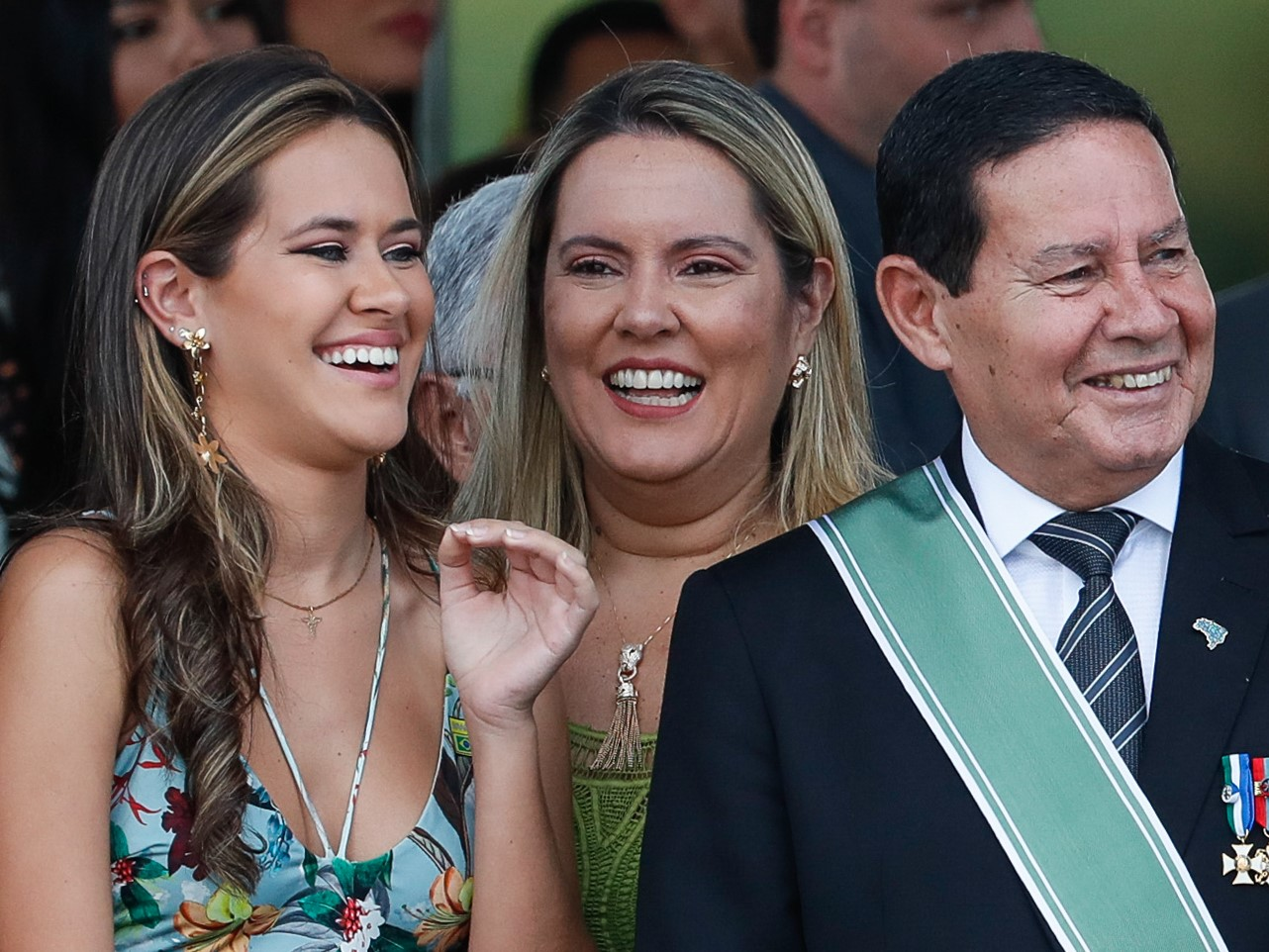
Paula com a filha Eduarda e o marido Hamilton Mourão em 7 de setembro de 2019.

### Casamento
Paula conheceu o general Mourão enquanto ainda atuava como tenente no Exército. O relacionamento entre eles se desenvolveu ao longo de um ano, e, em 11 de outubro de 2018, formalizaram a união no civil. Após o casamento, o casal optou por passar a lua de mel em Penedo, onde tiveram um período mais reservado, longe das atenções públicas. Ao longo dos anos, Paula seguiu sua trajetória profissional tanto na área militar, onde iniciou sua carreira, quanto no setor civil, onde se destacou em outras atividades, como na Associação de Poupança e Empréstimo (Poupex).

### Carreira
Iniciou sua carreira militar no Exército Brasileiro em 2010, onde alcançou o posto de primeiro-tenente. Após seu casamento com Hamilton Mourão em 2018, ela decidiu encerrar sua trajetória na força armada e passou a se dedicar a outras atividades profissionais. Ela assumiu um cargo na Associação de Poupança e Empréstimo (Poupex), vinculada à Secretaria de Finanças do Exército. Além de sua experiência militar, Paula é formada em Direito e exerce a profissão na área jurídica. Também é fluente em inglês e espanhol, destacando sua versatilidade profissional e habilidades linguísticas.

## Segunda-dama do Brasil

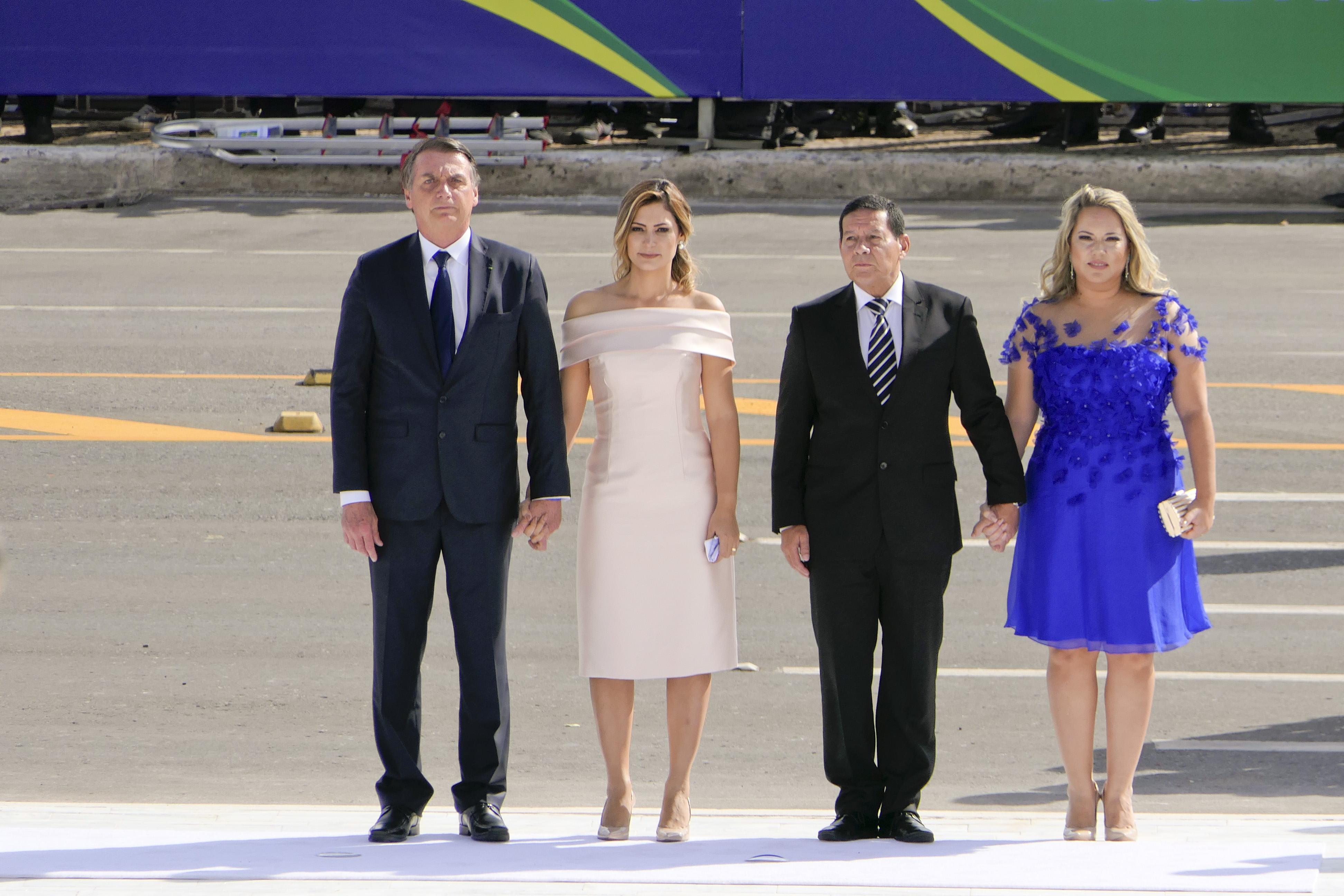
O casal Bolsonaro e o casal Mourão na posse presidencial, em 2019.

Durante a posse do presidente Jair Bolsonaro, Paula optou por um vestido azul, uma escolha simbólica em homenagem à Bandeira do Brasil. A peça, criada pela estilista paulista Vivian Kherlakian, teve um valor estimado em R$15 mil. Além de ser uma demonstração de apoio à nação, o traje também representou o papel de Paula como segunda-dama, em um momento importante da política brasileira.
Paula também esteve envolvida em eventos beneficentes, como o organizado pela embaixatriz do Gabão, Julie Pascale Moudoute-Bell, em apoio à Associação Pestalozzi de Brasília. O evento teve como objetivo arrecadar fundos por meio da venda de peças artesanais do Gabão, evidenciando seu interesse por causas sociais e seu apoio à inclusão de populações vulneráveis. Esse envolvimento refletiu seu compromisso com o bem-estar social, alinhando-se com sua atuação na promoção de ações voltadas ao auxílio de grupos em situação de vulnerabilidade.
Em 12 de abril de 2019, Paula participou, ao lado do vice-presidente Hamilton Mourão, da visita de Estado da vice-presidente da Argentina, Gabriela Michetti, no Palácio Itamaraty. Durante o encontro, foram discutidas estratégias para fortalecer a produção de alimentos do Mercosul, visando ampliar a presença do bloco no mercado global. Essa reunião destacou a importância da cooperação entre os países do Mercosul para impulsionar a agricultura e a segurança alimentar na região.

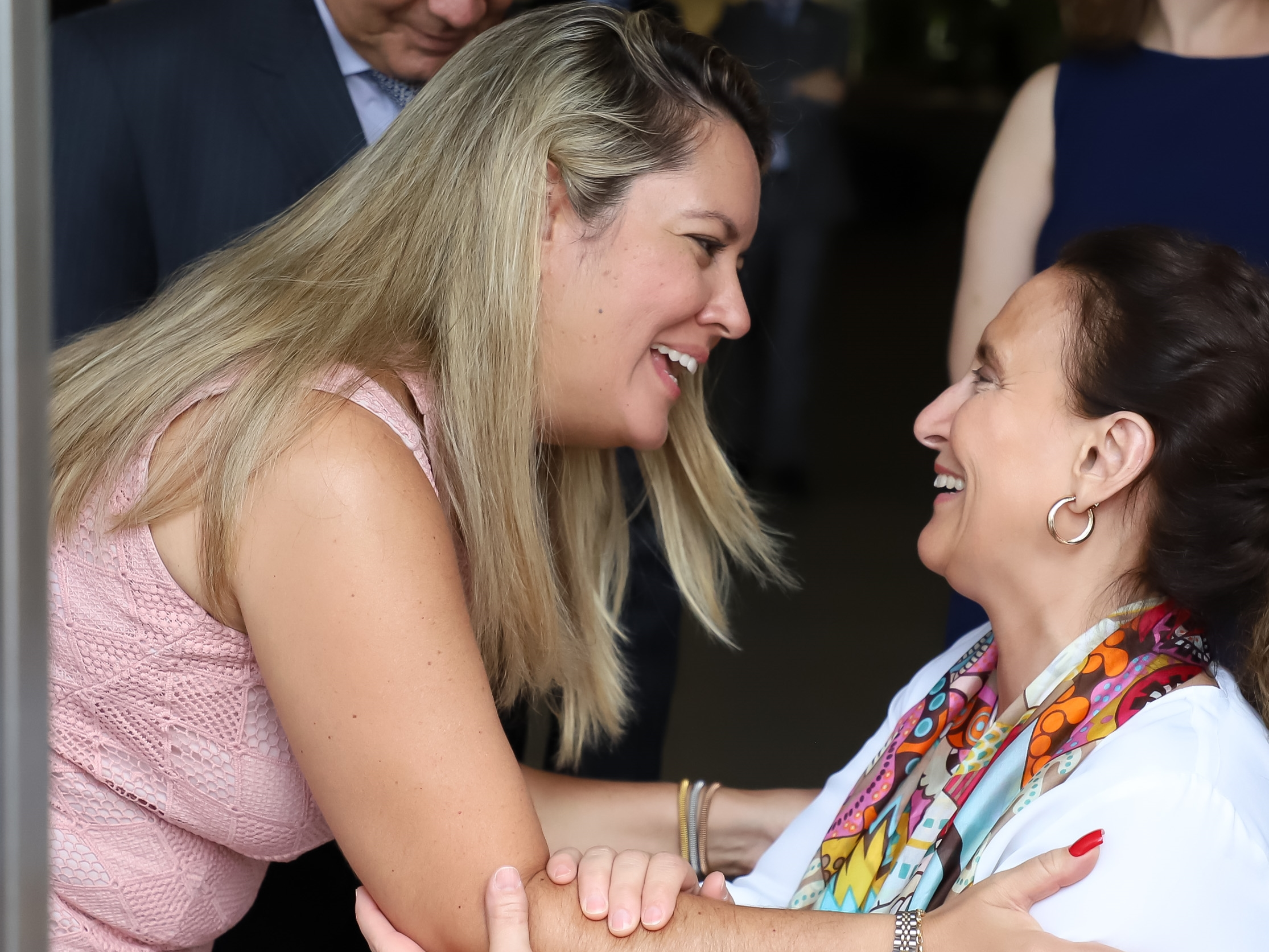
Paula e a vice-presidente da Argentina, Gabriela Michetti, no Palácio Itamaraty, em 12 de abril de 2019.

Em uma entrevista à jornalista Andréia Sadi, da GloboNews, em maio de 2019, Paula expressou sua admiração pela ex-primeira-dama dos Estados Unidos, Michelle Obama, destacando sua inteligência. Quando questionada sobre o posicionamento de seu marido a respeito do aborto, ela afirmou estar de acordo com ele, defendendo que é um direito da mulher decidir sobre sua própria vida. Além disso, discutiu questões sociais, apontando a necessidade urgente de cuidados básicos para a população carente, especialmente aqueles em situação de rua, como a prioridade de saúde, educação e informação. Ela enfatizou que "ninguém está na rua porque quer", refletindo uma visão empática e voltada para a compreensão das desigualdades sociais do país.
Eu acho que essa população carente realmente é de rua. Esse pessoal realmente ainda é muito necessitado... Muito carente de tudo. De princípios básicos de saúde, de educação... de informação. Porque é como eu digo sempre: 'Ninguém tá na rua porque quer. Ninguém dorme na rua pra ver como é uma noite na rua. Ninguém.' É porque realmente precisa. E que hoje ainda isso é muito grande.
Durante uma viagem à capital baiana, Salvador, Paula explorou o centro histórico da cidade, visitando importantes pontos culturais e sociais. Entre os locais visitados, destacaram-se as unidades do Sesc e Senac localizadas no Pelourinho, que são reconhecidas pelo trabalho em educação e qualificação profissional. Ela também conheceu o Memorial Irmã Dulce, dedicado à memória da religiosa que fez significativo trabalho social em Salvador. Além disso, teve a oportunidade de aprender sobre o trabalho desenvolvido pelo Centro de Formação Artesanal (CFA), mantido pelo Sesc, que oferece capacitação e oportunidades para a população local. Essa viagem refletiu seu interesse pelo apoio a iniciativas sociais e culturais, alinhando-se aos seus esforços em prol de causas sociais e comunitárias.
No dia 5 de novembro de 2019, Paula, acompanhada pela primeira-dama Michelle Bolsonaro, participou de um chá beneficente organizado pela Organização Não Governamental Jardim das Borboletas. A ONG é especializada no apoio a pessoas com epidermólise bolhosa, uma doença rara e genética que provoca a formação de bolhas na pele devido a mínimos atritos ou traumas. Conhecidas como “Crianças Borboletas”, as pessoas com essa condição enfrentam desafios enormes desde o nascimento, devido à fragilidade de sua pele, que se assemelha às asas de uma borboleta. O evento teve como objetivo arrecadar fundos para apoiar o tratamento e a qualidade de vida das pessoas afetadas por essa doença.

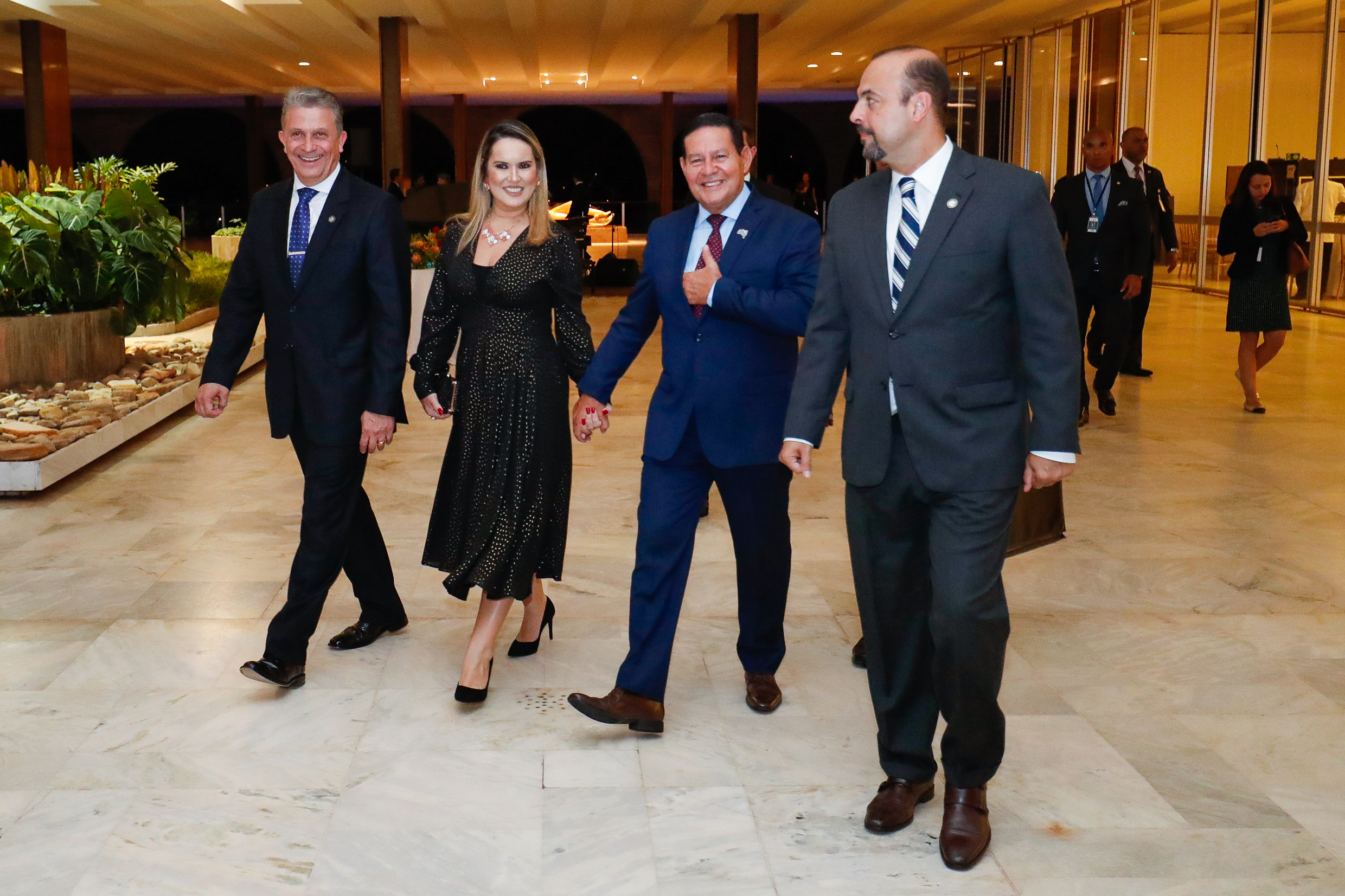
Paula e Hamilton Mourão no Palácio Itamaraty, 10 de novembro de 2019.

Durante a 11ª cúpula do BRICS, em Brasília, Paula, acompanhada pelo vice-presidente Hamilton Mourão, participou de um jantar em um dos salões do Palácio Itamaraty, em homenagem à estadia dos chefes de Estado e suas esposas na capital brasileira. O evento contou com a presença de diversas autoridades, incluindo o presidente Jair Bolsonaro, a primeira-dama Michelle Bolsonaro, ministros e representantes do governo brasileiro e de outros países. Durante a noite, os convidados tiveram a oportunidade de apreciar uma apresentação da Orquestra Criança Cidadã, um projeto que visa à inclusão social por meio da música, demonstrando o apoio de Paula às iniciativas culturais e educacionais.
No dia 30 de novembro de 2019, Paula, acompanhada de Hamilton Mourão, Jair Bolsonaro e Michelle Bolsonaro, participou da solenidade de entrega de espadas aos 414 cadetes que concluíram o 4º ano da Academia Militar das Agulhas Negras (Aman), localizada em Resende, no Rio de Janeiro. Durante a cerimônia, os cadetes, agora aspirantes, receberam suas espadas de oficiais, com destaque para a participação de 11 cadetes de cinco países estrangeiros — dois de Angola, um da Guiana, um de Honduras, cinco da Namíbia e dois do Paraguai — que também foram agraciados com o simbólico gesto de entrega. Este evento refletiu a importância do estreitamento das relações militares internacionais e a valorização do compromisso com a carreira militar.

### Campanha Mãos Limpas, Vida Saudável
Em abril de 2020, a segunda-dama Paula Mourão lançou a campanha Mãos Limpas, Vida Saudável, em parceria com o Instituto de Cultura Brasileira. O objetivo da campanha era angariar doações de produtos essenciais, como álcool em gel, sabonetes e papel toalha, para distribuir entre as pessoas carentes de Brasília, que estavam em isolamento social devido à pandemia de COVID-19. Com o apoio de uma equipe de voluntários, Paula realizou a entrega de 4.000 kits de higiene pessoal a moradores das comunidades carentes de Itapoã e Sol Nascente, que enfrentam condições de vulnerabilidade social. A entrega das doações foi formalizada no Palácio do Jaburu, reafirmando o compromisso da segunda-dama com as ações sociais em tempos de crise, contribuindo para a proteção e saúde das populações mais afetadas pela pandemia.

### Viagem oficial

#### Vaticano
Paula Mourão integrou a comitiva oficial ao Vaticano, em Roma, no dia 11 de outubro de 2019, para participar da histórica canonização de Irmã Dulce, a primeira santa brasileira. A delegação brasileira foi composta por figuras de destaque, incluindo o vice-presidente Hamilton Mourão, os presidentes da Câmara, Rodrigo Maia, do Senado, Davi Alcolumbre, e do Supremo Tribunal Federal, Dias Toffoli, além do ex-presidente José Sarney e outros membros do governo.
No dia 12 de outubro, Dia de Nossa Senhora Aparecida, Paula esteve presente em um Ofício Solene dedicado à padroeira do Brasil, além de participar da ópera "Ave Dulce", em homenagem a Irmã Dulce, na Embaixada do Brasil na Itália. No dia seguinte, durante a cerimônia na Praça de São Pedro, Paula participou da canonização de Irmã Dulce, sendo recebida pelo Papa Francisco, junto ao seu marido, o vice-presidente. Este evento marcou um momento de grande significado religioso e cultural para o Brasil, com a presença de autoridades brasileiras e a celebração da vida e obra de Irmã Dulce, reconhecida por sua dedicação ao cuidado dos mais necessitados.

### Estilo
Desde a posse presidencial, Paula Mourão tem se destacado por sua mudança de estilo, que rapidamente chamou a atenção e foi amplamente elogiada. Sua escolha por uma estética mais clássica, discreta e elegante reflete sua postura como figura pública. Para compor seus looks, tanto no cotidiano quanto em ocasiões oficiais, a segunda-dama optou pela estilista italiana Callíope Marcondes Ferraz, conhecida por suas criações sofisticadas e refinadas. A escolha de Paula por um visual sóbrio e elegante tem sido bem recebida, alinhando-se ao seu papel de representante de valores institucionais e com uma imagem de respeito e dedicação à sua função.

## Homenagens
No dia 17 de maio de 2019, foi homenageada pelo Instituto de Cultura Brasileira com o Troféu Mulher Destaque 2019 e o Troféu Celebridade.

## Controvérsias
Paula foi alvo de uma confusão inesperada quando foi confundida com Maria Paula Gomes Mourão, professora universitária da Universidade do Estado do Amazonas (UEA). A docente, que possui um currículo extenso, recebeu diversas ligações, o que gerou uma série de transtornos e inconvenientes para ela. A situação ganhou tanta repercussão que a própria universidade teve que emitir uma nota oficial para esclarecer o engano e informar que as duas pessoas eram distintas, com a segunda-dama sendo erroneamente associada à professora.